# 羚大袋鼠
羚大袋鼠（學名：Macropus antilopinus）為袋鼠科大袋鼠屬的一種，分佈於澳洲北部，包括昆士蘭省的約克角半島、北領地的北端（Top End）及西澳大利亞州的金伯利（Kimberley）。牠們在分佈地內是普遍及群居的草食動物。。

## 特徵
羚大袋鼠是兩性異形的：雄性呈紅色；而雌性則呈灰色。牠們是最大的有袋類之一，稍遜於紅大袋鼠及東部灰大袋鼠。

## 外部連結
- 羚大袋鼠的相片